# LP Весов
LP Весов (лат. LP Librae) — двойная затменная переменная звезда типа Алголя (EA) в созвездии Весов на расстоянии приблизительно 1716 световых лет (около 526 парсеков) от Солнца. Видимая звёздная величина звезды — от +12,1m до +11,58m. Орбитальный период — около 2,4421 суток.

## Характеристики
Первый компонент — жёлто-белая звезда спектрального класса F6-F7.